# Irina Schoettel-Delacher
Irina Schoettel-Delacher (* 22. Oktober 1962 in St. Gallen) ist eine österreichisch-schweizerische Angestellte und ehemalige Politikerin (FPÖ). Schoettel-Delacher war von 1999 bis 2002 Abgeordnete zum Nationalrat.

## Ausbildung und Beruf
Schoettel-Delacher besuchte von 1969 bis 1972 die Volksschule in Kennelbach und danach bis 1976 das Gymnasium in Bregenz. Sie wechselte im Anschluss an das Französische Privatgymnasium Crans-Sur-Sierre in der Schweiz und legte 1982 die eidgenössische Matura in Lausanne (Schwerpunkt Sprachen) ab. Schoettel-Delacher studierte von 1983 bis 1988 Betriebswirtschaftslehre an der Universität St. Gallen (lic. oec. HSG) und von 1983 bis 1988 Rechtswissenschaften (1. Diplomteil und Diplomarbeit).
Schoettel-Delacher war von 1988 bis 1991 Universitätsassistenz, Revision und Treuhand in St. Gallen und ab 1992 Präsidentin des Verwaltungsrates einer Schweizer Speditionsgesellschaft. Von 1996 bis 1997 war sie Assistenz Geschäftsführung in einer Spedition und von 1997 bis 1998 in der kaufmännischen Geschäftsführung einer Software-Gesellschaft.

## Politik
Schoettel-Delacher war von 29. Oktober 1999 bis 19. Dezember 2002 Abgeordnete zum Nationalrat. 